# Шињи ле Роз
Шињи ле Роз (фр. Chigny-les-Roses) насеље је и општина у североисточној Француској у региону Шампањ-Арден, у департману Марна која припада префектури Ремс.
По подацима из 2011. године у општини је живело 527 становника, а густина насељености је износила 120,32 становника/km². Општина се простире на површини од 4,38 km². Налази се на средњој надморској висини од 151 метар.

## Демографија
| 1962. | 1968. | 1975. | 1982. | 1990. | 1999. | 2011. |
| ----- | ----- | ----- | ----- | ----- | ----- | ----- |
| 522   | 525   | 570   | 602   | 573   | 530   | 527   |

График промене броја становника у току последњих година